# Bagrat V.
Bagrat V. Veliký († 1393) byl gruzínský král, spoluvládce (1355–1360) a vládce (1360–1393) Gruzínského království.
V roce 1386 nedokázal ubránit Tbilisi před mnohonásobnou přesilou vojsk Tamerlána a byl zajat. V zajetí předstíral povolnost a konverzi k islámu a nechal se Tamerlánem vyslat s menší armádou zpět do Gruzie jako její loutkový vládce. Tam však tajně kontaktoval svého syna a spoluvládce a přivedl Tamerlánovu armádu do pasti, v níž byla rozdrcena a on osvobozen a znovu se ujal vlády. V roce 1387 odrazil druhý pokus Tamerlána o podmanění Gruzie.